# أدولف شيرف
أدولف شيرف (بالألمانية: Adolf Schärf) (20 أبريل 1890 – 28 فبراير 1965)، هو سياسي نمساوي من الحزب الاشتراكي النمساوي. شغل منصب نائب المستشار من عام 1945 حتى 1957، ومنصب رئيس النمسا من عام 1957 وحتى وفاته.

## الرئاسة
عندما توفي الرئيس تيودور كيرنر أثناء توليه المنصب في 4 يناير 1957، أصبح شيرف مرشح الحزب الاشتراكي الديمقراطي في الانتخابات الرئاسية التي أُجريت في 5 مايو. وبعد فوزه، تولى المنصب في 22 مايو. في يونيو 1961، استضاف اجتماع قمة فيينا بين الرئيس الأمريكي جون ف. كينيدي ورئيس الوزراء السوفيتي نيكيتا خروتشوف، بما في ذلك مأدبة رسمية أقيمت في قصر شونبرون، ترأسها شارف—الذي كان أرملًا منذ عام 1956—بمشاركة ابنته مارثا التي قامت بدور "السيدة الأولى".
كان شيرف من الداعمين المخلصين لنظام التوازن الحزبي المعروف باسم "بروبورتس" في النمسا، وتعاون خلال ولايته مع ثلاثة مستشارين من المحافظين (راب، غورباخ، وكلاوس). وقد حظي بالتقدير بسبب التزامه بمبدأ الحياد الحزبي في أداء مهامه الرئاسية. ومع ذلك، تدخل في الشؤون الداخلية لحزبه، الأمر الذي أدى إلى استقالة وزير الداخلية فرانتس أولاه [الإنجليزية] في عام 1964.
أصبح شيرف أول رئيس نمساوي بعد الحرب يُعاد انتخابه بعد فترة أولى استمرت ست سنوات، وذلك في عام 1963 حين هزم منافسه المحافظ يوليوس راب.

## وفاته
توفي شيرف أثناء توليه المنصب في عام 1965. ودُفن في مقبرة فيينا المركزية. أُطلق اسمه في عام 1983 على ساحة في حي دوناوشتات في فيينا، وفي عام 1985، كُشف عن نصب تذكاري تكريمًا له، صممه ألفريد هردليكا، قرب مبنى بلدية فيينا، بحضور ابنته.

## روابط خارجية
- أدولف شيرف على موقع مونزينجر (الألمانية)
- أدولف شيرف على موقع ديسكوغز (الإنجليزية)
- أدولف شيرف على موقع أوليمبيديا (الإنجليزية)